# Tomas Alfredson
Pour les articles homonymes, voir Alfredson.
Tomas Alfredson, né le 1er avril 1965 à Lidingö en Suède, est un réalisateur suédois.
Il a notamment réalisé Morse (Låt den rätte komma in) qui a remporté de nombreux prix dans des festivals à travers le monde.

## Filmographie
- 1994 : Bert: The Last Virgin (Bert: Den siste oskulden)
- 2003 : Office Hours (Kontorstid)
- 2004 : Four Shades of Brown (Fyra nyanser av brunt)
- 2008 : Morse (Låt den rätte komma in)
- 2011 : La Taupe (Tinker, Tailor, Soldier, Spy)
- 2017 : Le Bonhomme de neige (The Snowman)
- 2020 : Le Gang Jönsson (Se upp för Jönssonligan)

## Distinctions
- 2008 : Meilleur film, meilleur réalisateur et meilleure photographie au festival FanTasia pour Morse
- 2008 : Meilleur film, meilleur réalisateur et meilleure photographie aux European Independent Film Critics Awards pour Morse
- 2008 : Prix de la critique et meilleur réalisateur au 12e festival international du film fantastique de Puchon pour Morse
- 2012 : Meilleur réalisateur au International Online Film Critics' Poll pour La Taupe